# Берегова платформа

Берегова платформа з пішохідним мостом над коліями

Берегова платформа (також бічна платформа) — тип платформи, де колії розташовані поміж двома посадковими майданчиками. Станція з двома бічними платформами, по одній для кожного напрямку руху, є основною конструкцією, що використовується для двоколійних залізничних станцій (на відміну від, наприклад, острівної платформи, де одна платформа знаходиться між коліями). Бічні платформи зазвичай призводять до збільшення загальної площі станції, в порівнянні з острівною платформою, де пасажири користуються однією широкою платформою для обох колій.
На деяких станціях дві бічні платформи з'єднані пішохідним мостом, що проходить над коліями, або підземним переходом. У той час як на двоколійних станціях часто передбачається пара бічних платформ, коли одноколійних зазвичай достатньо однієї бічної платформи.

## Макет
Якщо станція знаходиться поруч зі залізничним переїздом, платформи можуть розташовуватися або по одну сторону дороги, що перетинається, або в шаховому порядку.
Більші станції можуть мати дві бічні платформи з кількома острівними платформами між ними. Деякі з них побудовані за іспанським форматом, з двома бічними платформами та острівною платформою між ними, що обслуговують дві колії.
У деяких ситуаціях одна бічна платформа може використовуватися, а інша (бічна платформа) не використовується, як у випадку зі залізничною станцією «Райд Еспланада».

## Галерея

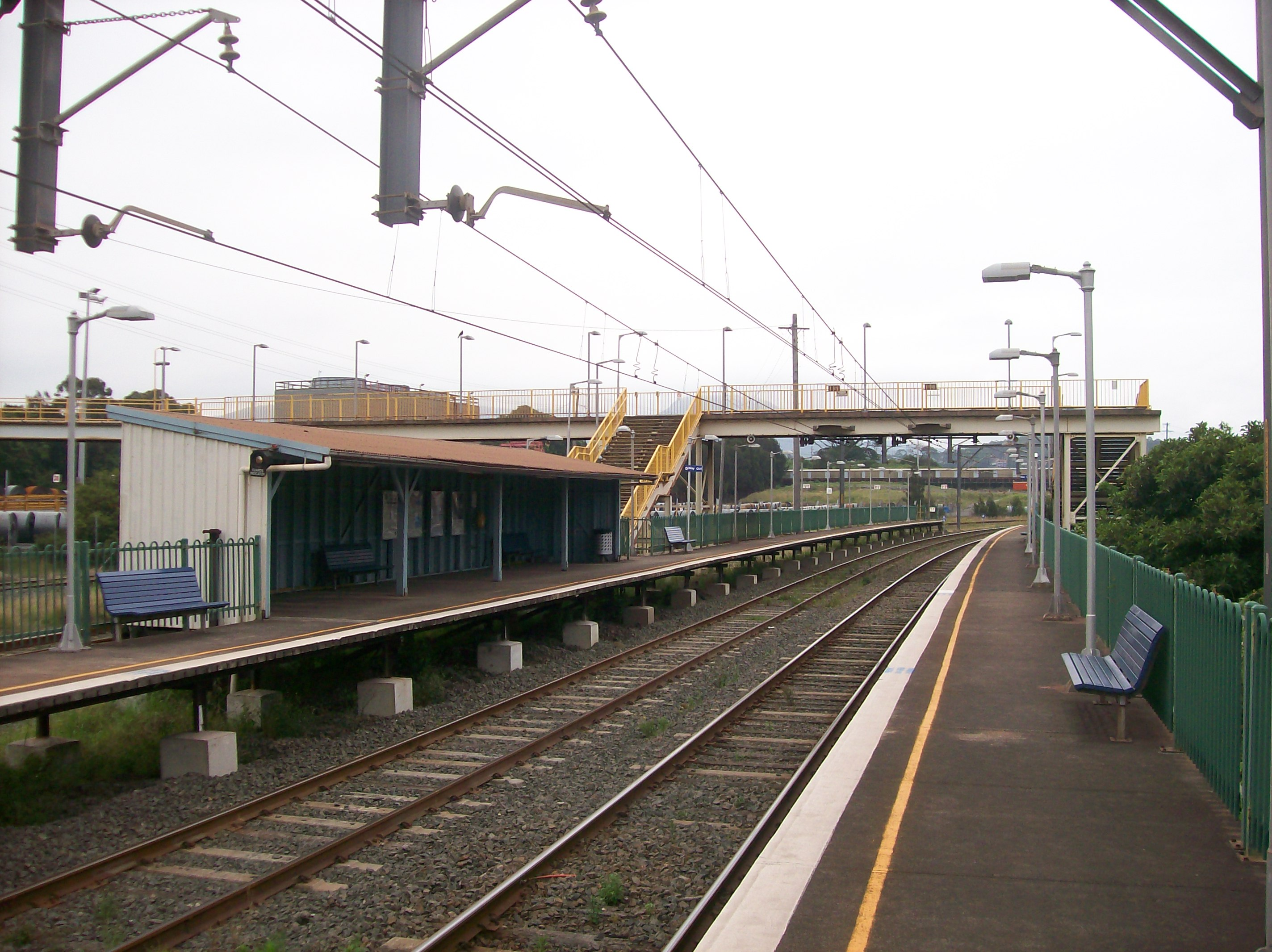
Залізнична станція «Лисагтс» в Австралії з двома бічними платформами та пішохідним мостом, що їх з'єднує.
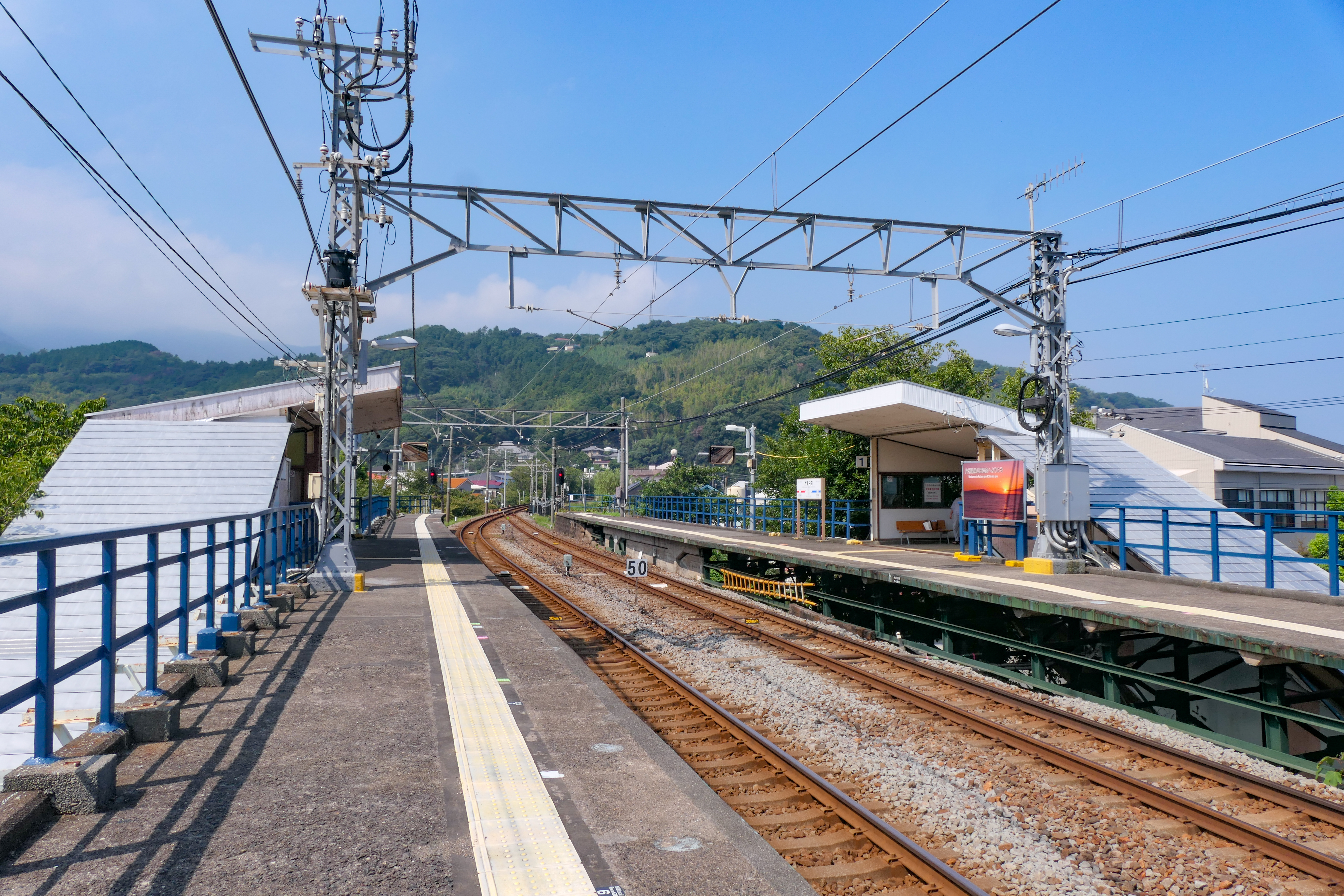
Вид на станцію «Катасе-Сірата», приклад, коли лінія є одноколійною, але перетинатися можна лише на станції.
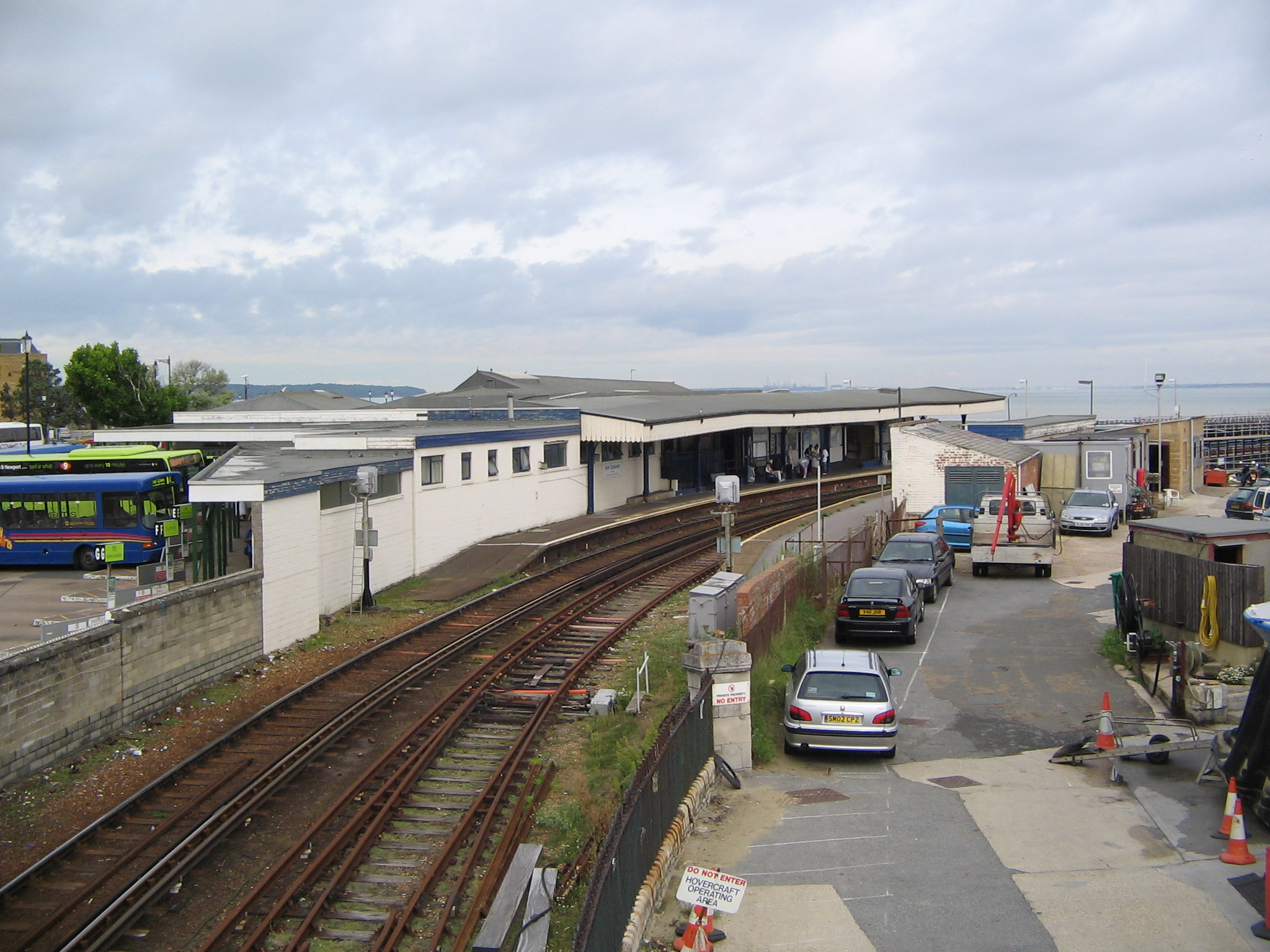
Залізнична станція «Райд Еспланада» з однією платформою, що використовується, та іншою, що не використовується. Райд, острів Вайт, Гемпшир, Англія, Великобританія.
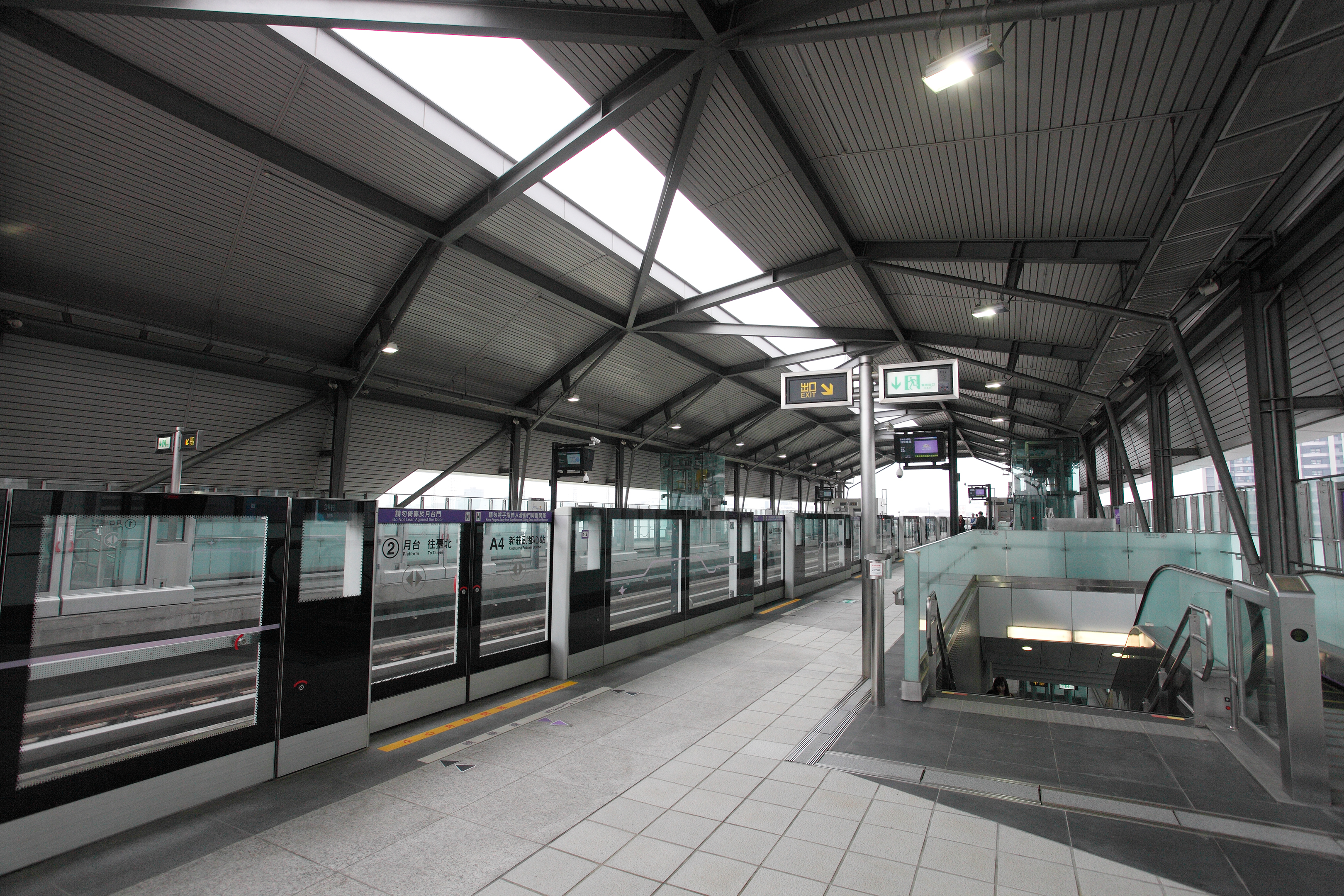
Станція метро «Сіньчжуан Фудусін» на метрополітені аеропорту Таоюань. Багато станцій метрополітену аеропорту Таоюань використовують бічні платформи. Район Сіньчжуан, місто Новий Тайбей, Тайвань.
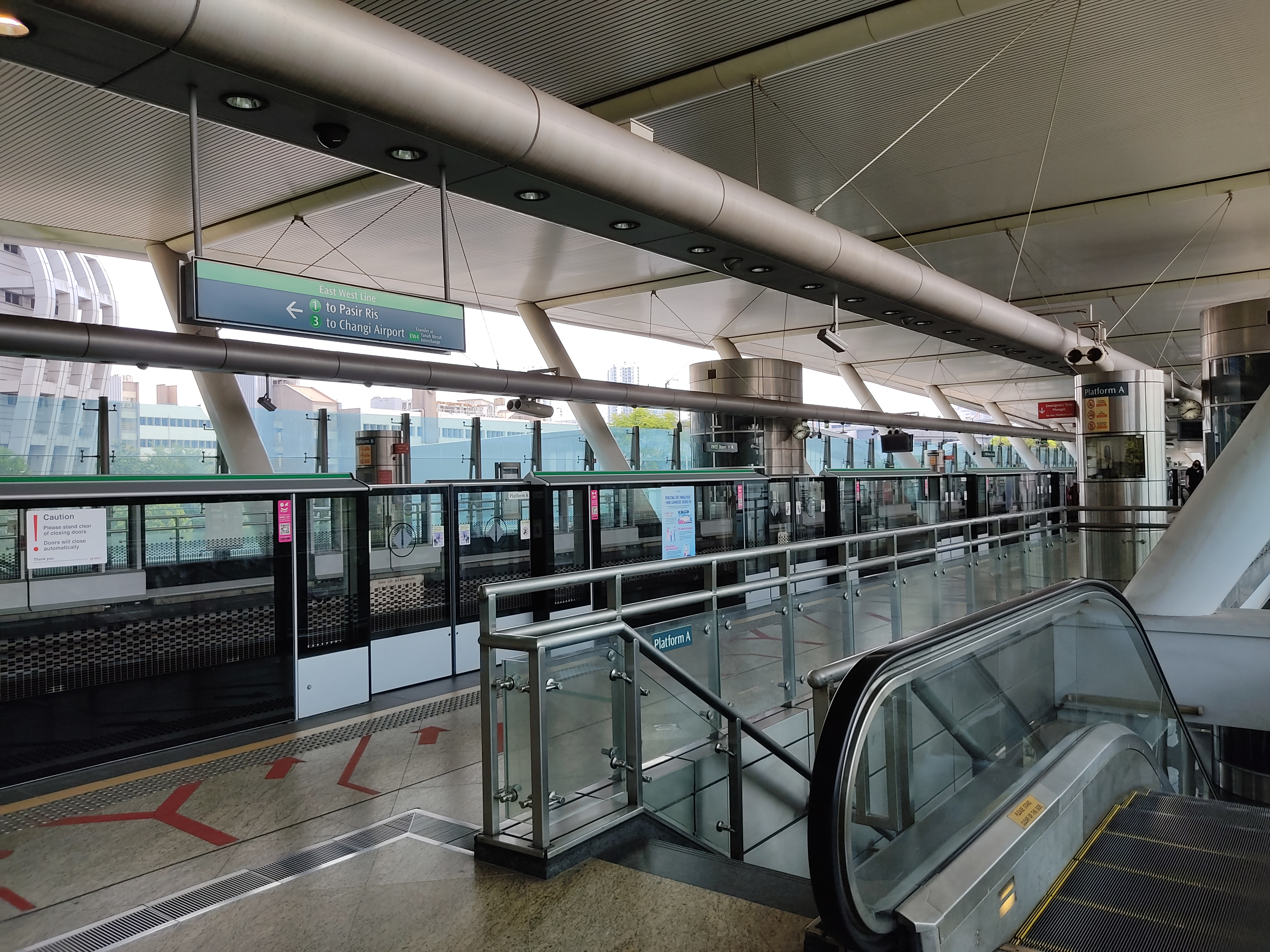
Станція метрополітену в «Дуврі» з двома платформами, яка є пересадковою, та побудована вздовж існуючої лінії, а отже, вона має конструкцію з бічними платформами.